# Henkell & Co.
Henkell & Co. eller Henkell er et tysk vinhus, der er ejet af fødevarevirksomheden Dr. Oetker. Henkell er en af Tysklands største producenter af sekt. Henkell blev etableret i 1832 af Adam Henkell. Henkell har sit sæde i Wiesbaden. Henkell har en omsætning på knap 675 millioner euro og beskæftiger knap 2.000 medarbejdere.

## Henkells mærker inden for øl, vin og spiritus
- Mousserende vin: Henkell-brand sparkling wines, Adam Henkell, Menger-Krug, Fürst von Metternich, Deinhard, Kupferberg (sparkling wine), Lutter & Wegner, Carstens SC, Söhnlein Brillant, Rüttgers Club, Schloss Rheinberg, Schloss Biebrich, Cantor Alkoholfrei Sparkling, Ukrainskoye
- Champagne: Alfred Gratien, Champagne Veuve Emille
- Prosecco: Prosecco Yello, Francesco Yello, Mionetto
- Crémant: Gratien & Meyer
- Cava: Cavas Hill
- Vin: Balaton, Deinhard
- Spirituosa: Batida, Caprice, Cardenal Mendoza, Fürst Bismarck, Jacobi 1880, Kuemmerling, Mangaroca Cachaça, Pott, Scharlachberg Meisterbrand, Stern-Marke, Wodka Gorbatschow